# Арманд, Неон Александрович
Арманд, Неон Александрович (1 января 1932 года, Москва — 9 октября 2009) — советский учёный в области радиофизики, внесший значительный вклад в исследования распространения радиоволн в атмосфере Земли, в атмосферах Венеры и Марса, и в межпланетном пространстве. Доктор технических наук, профессор.

## Биография
Н. А. Арманд родился 1 января 1932 года в Москве.
В 1954 году окончил физфак МГУ.
После окончания с отличием аспирантуры МГУ в 1958 году был распределён в Институт радиотехники и электроники АН СССР (ныне Институт радиотехники и электроники им. В. А. Котельникова РАН), где проработал до конца жизни.
С 1965 по 2002 годы, был заместителем директора и возглавлял Фрязинский филиал ИРЭ.
Неон Александрович был удивительно разносторонним человеком.

## Научная деятельность

Могила Арманда на Новодевичьем кладбище Москвы.

Исследовал вопросы высокочастотной электродинамики и распространения радиоволн — проведён большой цикл исследований рефракции радиоволн в атмосфере Земли, результаты которых позволили создать ряд систем для радиолокации низколетящих целей.
Была развита теория и созданы комплексы для изучения распространения радиоволн в межпланетной плазме. При его участии и под его руководством было осуществлено формирование и разработан ряд научных программ по дистанционному зондированию планет из космоса, были разработаны эффективные СВЧ радиометрические методы определения влажности почв и грунтов, подповерхностного зондирования.

## Награды

Мемориальная доска на Административном корпусе фрязинского филиала ИРЭ

Кавалер Орденов Ленина и Почёта, Лауреат Государственных премий СССР, премии Академии наук СССР им. А. С. Попова. Заслуженный деятель науки и техники РФ. Академик Международной академии астронавтики. В 2007 г. было присвоено звание Почётный профессор Муромского института ВлГУ.